# プロサーパインイワワラビー
プロサーパインイワワラビー（Petrogale persephone）は、双前歯目カンガルー科イワワラビー属に分類されるカンガルー。

## 分布
オーストラリア（クイーンズランド州）

## 形態
体長オス50.1 - 64センチメートル、メス52.6 - 63センチメートル。尾長オス58 - 67.6センチメートル、メス51.5 - 62.4センチメートル。体重オス5.6 - 8.8キログラム、メス4.1 - 6.4キログラム。背面は紫色を帯びた暗灰色、腹面は灰白色。四肢は黒い。尾の基部は赤褐色で、尾の背面は黒ずむが先端が白い個体もいる。

## 生態
大陸部では半落葉樹林で覆われた岩場に生息するが、島嶼では海岸林に生息する。夜行性で、昼間は岩の割れ目や岩穴で過ごす。降雨時には昼間も活動するが、晴天時は薄明薄暮時に日光浴を行うこともある。草などを食べる。

## 人間との関係
1978年に発見され、1982年に記載された。
都市開発や観光地開発による生息地の分断、交通事故、イヌによる捕食などにより生息数は減少している。トキソプラズマ感染症、ナミイワワラビー（クイーンズランドワラビー）Petrogale inornataによる遺伝子汚染、人為的に移入された有毒植物による影響も懸念されている。